# 中国驻杜塞尔多夫总领事馆
中华人民共和国驻杜塞尔多夫总领事馆（德語：Generalkonsulat der Volksrepublik China in Düsseldorf），简称中国驻杜塞尔多夫总领事馆，是中华人民共和国派驻德国杜塞尔多夫的最高级别外交代表机构，于2015年2月1日正式开馆，为继驻汉堡、慕尼黑和法兰克福总领事馆之后，中华人民共和国在德国开设的第四个总领事馆。其领区管辖范围为北莱茵-威斯特法伦州。首任驻杜塞尔多夫总领事为自2014年起就职的冯海阳。
总领馆的办公场设于香城大街131号（Schanzen Street 131）。

## 历史
北莱茵-威斯特法伦州（北威州）是德国人口最多、经济实力最强、教育水平最高的联邦州之一，2014年该州国内生产总值占德国内生产总值近23%。以州府杜塞尔多夫为圆心500公里半径范围内覆盖1.5亿人口，拥有整个欧盟近半的购买力。作为全德对华贸易和双向投资的龙头，全州共有近900余家陆资企业落户、40000多华人华侨生活、7000多名中国大陆留学生求学以及2700多家北威州企业在华投资，在贸易和投资合作、人文交流合作方面意义重大。然而在杜塞尔多夫总领馆建立之前，北威州华人华侨的相关需求是由法兰克福总领事馆办理，后者的工作量巨大（领区范围覆盖5个联邦州），北威州的华人华侨、陆资企业也会觉得有失便利。
进入21世纪以来，中德关系全面发展，各领域交流与合作不断深化。2014年两国高层互访频繁，双方领导人为兩國关系发展制定了前瞻性规划，其中2014年3月中华人民共和国主席习近平访问北威州时，亲自宣布将在杜塞尔多夫设立总领事馆，这是为发展两国关系及同北威州关系的一项重要决策。在冯海阳在2014年4月被任命为驻德国杜塞尔多夫总领事之后，便开始带领建馆小组一起筹备建立驻杜塞尔多夫总领事馆，并迅速投入到建馆选址、移动办公和会见领区华人华侨、各界代表的各种工作。
2015年2月1日，杜塞尔多夫总领馆临时在基希费尔德大街59-61号的德拉格酒店（Derag Livinghotel Düsseldorf）办公。2015年6月1日搬入香城街131号馆舍办公（Schanzenstr. 131, 40549 Düsseldorf)。为了更加方便有效地开始为当地华人华侨、陆资企业服务，杜塞尔多夫总领馆与法兰克福总领馆推出无缝对接的工作方式，在没有正式工作场地的条件下，于北威州领区内全面执行除证照业务以外的所有领事职责。但由于受办公条件限制，总领馆暂不开办护照、旅行证、签证、公证、认证、结婚登记等领事证件业务。上述领事证件业务仍由法兰克福总领馆受理，直至2015年12月。
自2016年8月29日起，杜塞尔多夫总领馆正式开办护照、旅行证、公证、结婚登记和领事认证业务，但签证业务仍由法兰克福总领馆受理。

## 机构设置
中国驻杜塞尔多夫总领事馆设置下列机构：
- 双边处
- 领事侨务处
- 办公室